# Штайнер Беннетт, Эйприл
Эйприл Штайнер Беннетт (англ. April Steiner Bennett; род. 22 апреля 1980 года, Меса) — американская легкоатлетка, специализирующаяся в прыжках с шестом. Участница летних Олимпийских игр 2008 года. Серебряный призёр Панамериканских игр 2007 года.

## Биография
Эйприл Штайнер Беннетт родилась 22 апреля 1980 года в городе Меса, штат Аризона, США. Является мормоном. В 2000 году окончила колледж Пэрадайз Вэлли, в 2003 году — Арканзасский университет. Работала учителем гимнастики в средней школе Хеллштерна в Спрингдейле.
Спортивная карьера Эйприл длилась с 1999 по 2016 год. Наивысшим достижением является серебряная медаль Панамериканских игр 2007 года. В 2008 году участвовала в Олимпийских играх в Пекине, где в финале заняла 8 место. Тренировалась под руководством Брайана Комптона.
В 2008 году вышла замуж за прыгуна с шестом Кэмерона Беннетта. С 2011 года семья живёт в Техасе.
В 2017 году Эйприл участвовала в телешоу «American Ninja Warrior».

## Основные результаты
| Год  | Соревнования         | Место проведения         | Место | Результат |
| ---- | -------------------- | ------------------------ | ----- | --------- |
| 2007 | Панамериканские игры | Рио-де-Жанейро, Бразилия | 2     | 4,40 м    |
| 2008 | Олимпийские игры     | Пекин, Китай             | 8     | 4,55 м    |